# Masashi Hirose
Masashi Hirose (広瀬 正志?, Hirose Masashi; Prefettura di Osaka, 6 novembre 1947) è un doppiatore giapponese.
Attualmente lavora alla Production Baobab.
È noto per i suoi ruoli come Ramba Ral (Mobile Suit Gundam), Rikishiman (Kinnikuman), Gosterro (Blue Comet SPT Layzner), e Nakano-sensei (Lovely Complex).

## Ruoli

### Anime
- 009-1 (Segretario)
- Sōkō kihei Votoms (Kan Yu)
- Ashita no Nadja (Watson)
- Astro Boy 1980 (Pannakokku)
- Bleach (Oscar Joaquin de la Rosa)
- Blue Comet SPT Layzner (Gosterro)
- City Hunter (Inagaki)
- Cowboy Bebop (Andy)
- Dai-Guard (Chief Haruo Osugi)
- Daphne in the Brilliant Blue (Nakamura)
- Demonbane (Vespasianus)
- Detective Conan (Ogura, Ushikubo, Werewolf, diverse voci maschili)
- Eikyuu Kazoku (Ben)
- Fairy Tail (Hades)
- Fang of the Sun Dougram (Destan)
- Fantasmi a scuola (Akaikami Aoikami)
- Fist of the North Star (Golem, Zak)
- Futakoi Alternative (Zenji Sakurazaki)
- Gintama (Tsukiyomi Kanbei)
- Gregory Horror Show (Shinigami)
- Gundam Series
  - Mobile Suit Gundam (Ramba Ral)
  - Mobile Fighter G Gundam (Neo China Soushi)
  - New Mobile Report Gundam Wing (Roshi O)
  - After War Gundam X (Katokk Alzamille)
  - Mobile Suit Gundam Seed (Sahib Ashman)
- Hell Girl (Mayor Ryouzo Kusunoki)
- Honey and Clover (Professor Tange)
- InuYasha (Seikai)
- Jigoku Shōjo (Ryuuzo Kusuno)
- Karneval (Palnedo)
- Keroro (Direttore d'animazione)
- Kindaichi shōnen no jikenbo (Goro, Masayuki Ishii, Shuuichirou Aizawa)
- Kinnikuman (Rikishiman, The Ninja, Kendaman, altri)
- Kyo Kara Maoh! (Baxter)
- La fenice (Lamp)
- Le nuove avventure di Lupin III II (Herbert von Myer e altri personaggi vari)
- Lost Universe (Alzas)
- Lovely Complex (Nakano-sensei)
- Machine Robo: Revenge of Cronos (Gillman)
- Mahoujin Guru Guru (Hatenashi Village Elder)
- Mashin Eiyuuden Wataru 2 (Jangorilla, Mentenanman)
- Rockman.EXE Axess (Tensuke Takumi)
- Mermaid Saga (Capo dei Pirati Sakagami)
- Monster (Cole)
- Oh! Edo Rocket (Heihachiro Oshio)
- One Piece (Riku Dold III)
- Onegai My Melody (George Hijikata)
- Osomatsu-kun 1988 (Sandayu)
- Paranoia Agent (Akihiro Takamine)
- Pokémon (Gantetsu)
- Samurai Champloo (Kuroihara)
- Speed Grapher (Seijirou Togotsu)
- Umineko no naku koro ni (Hideyoshi Ushiromiya)
- Vandread (Kümmel Ohzeki)
- Verso la Terra... (Shiroe's Papa)
- Witchblade (Kimura)
- Zipang (Hatton)

### Video ufficiali di animazioni
- Mobile Suit Gundam: The 08th MS Team (Baresto Rosita)
- Legend of the Galactic Heroes (Arthur Lynch)
- Armored Trooper Votoms: Big Battle (Radah Neeva)
- Shin Getter Robot (Stinger)
- The Silent Service (Keisuke Hamamoto, Aleksei)
- Gunbuster (Padre di Noriko)

### Film di anime
- Mobile Suit Gundam: The 08th MS Team, Miller's Report (Jacob)
- Mobile Suit Gundam II (Ramba Ral)
- Kinnikuman (Rikishiman)
- Il mio vicino Totoro (Padre di Kanta)
- Doraemon: Nobita and the Legend of the Sun King (Coretol)

### Videogiochi
- Armored Trooper Votoms: Udo Kumen Arc (Kan Yu)
- BCV: Battle Construction Vehicles (Kaneo Narita)
- Dragon Quest Swords: La Regina Mascherata e la Torre degli Specchi (Ministro Clemente)
- Mobile Suit Gundam: Giren's Greed (Ramba Ral)
- Ikusagami (Takeda Shingen)
- Il Professor Layton vs. Phoenix Wright: Ace Attorney (Narratore/Dedalus Minstrel)
- Infinite Undiscovery (Enma)
- Mobile Suit Gundam (Ramba Ral)
- Radiata Stories (Dynas Stone)
- Super Robot Wars series (Ramba Ral, Gosterro)
- Tales of Vesperia (Barbos)
- Yoake Mae yori Ruri Iro na (Lioness Teo Arshlight)